# Малый Чингис (приток Оби)
Малый Чингис — река в Новосибирской области России. Устье реки находится в 3115 км по правому берегу Оби (Новосибирское водохранилище). Длина реки составляет 27 км.

## Данные водного реестра
По данным государственного водного реестра России относится к Верхнеобскому бассейновому округу, водохозяйственный участок реки — Обь от города Барнаул до Новосибирского гидроузла, без реки Чумыш, речной подбассейн реки — бассейны притоков (Верхней) Оби до впадения Томи. Речной бассейн реки — (Верхняя) Обь до впадения Иртыша.

## Топографические карты
- Лист карты N-44-XVI. Масштаб: 1 : 200 000. Указать дату выпуска/состояния местности.